# Petronio (patricius)
Petronio (in latino Petronius; fl. 364-365) è stato un patricius dell'Impero romano sotto il regno dell'imperatore Valente, di cui era suocero.

## Biografia
Era il padre di Albia Dominica, moglie di Valente, e comandante della legione comitatense dei Martenses. Quando il genero divenne imperatore, Petronio raggiunse immediatamente il rango di patricius, ma senza ricoprire una carica precisa.
Ammiano Marcellino lo definisce «uomo deforme spiritualmente e fisicamente», e racconta di come, nella sua esazione dei debiti nei confronti dell'erario imperiale, condannasse sia innocenti che colpevoli al pagamento di ammende quadruple, con le quali si arricchiva, e che per questo era sommamente odiato, tanto che sia i provinciali che i soldati pregavano segretamente che fosse rimosso. Nella tarda estate del 365 fu a capo della fazione che fece sostituire il prefetto del pretorio Salustio (compagno dell'imperatore Giuliano) con Nebridio.
Sempre secondo Ammiano, attendeva il momento giusto per ascendere al massimo onore. Quando Procopio si ribellò contro Valente, ottenne il sostegno delle popolazioni anche in odio a Petronio e alla sua amministrazione odiosa.